# BNP Paribas Fortis
BNP Paribas Fortis is de grootste bank in België. De bank ontstond in mei 2009 als dochteronderneming van BNP Paribas nadat deze Franse bankgroep 75% van de aandelen van de Belgische Fortis Bank verwierf van de Federale Participatie- en Investeringsmaatschappij. De Belgische overheid moest deze systeembank ondersteunen na een overnamepoging van delen van de Nederlandse ABN AMRO Group. Ondertussen is het bedrijf niet meer beursgenoteerd en zijn bijna alle aandelen van BNP Paribas Fortis verkocht aan BNP Paribas.

## Activiteiten
BNP Paribas Fortis biedt een totaalpakket van financiële diensten voor een gevarieerde klantenkring van onder meer particulieren, zelfstandigen en vrijberoepsbeoefenaars, kleine en middelgrote ondernemingen, lokale ondernemingen, grote bedrijven en verenigingen zonder winstoogmerk. Op het gebied van verzekeringen werkt BNP Paribas Fortis nauw samen, als verbonden agent, met AG Insurance. BNP Paribas Fortis is grootste Belgische bank in het segment van de particulieren qua marktaandeel en bekleedt sterke posities in het segment van de professionelen en kleine ondernemingen. Ook in Private Banking is BNP Paribas Fortis toonaangevend. Bovendien is de bank de nummer één in België in bedrijfsbankieren en biedt ze een volledig gamma financiële diensten aan ondernemingen, vennootschappen uit de publieke sector en lokale overheden. De bank ondersteunt haar klanten in het buitenland met kantoren van de moedermaatschappij BNP Paribas in 63 landen. De activiteiten zijn verdeeld over de bedrijfsonderdelen Retail Banking, Affluent & Private Banking en Corporate Banking: 
- Retail Banking bedient particuliere klanten, zelfstandigen en kleine ondernemingen via een multidisciplinair team.
- Affluent & Private Banking bedient via een persoonlijke relatiebeheerder particuliere klanten met meer dan 85.000 euro activa en zelfstandige klanten en vennootschappen die in de vrijeberoepensector actief zijn. Privatebankingdiensten worden aangeboden aan particulieren met een belegd vermogen van meer dan 250.000 euro.
- Corporate Banking bedient bedrijfsklanten met complexere behoeften via een persoonlijke relatiebeheerder (Enterprises voor kleine en middelgrote ondernemingen en Corporate Coverage voor grote ondernemingen en publieke en institutionele klanten). Het gamma aangeboden diensten omvat flow-bankingproducten, gespecialiseerde financiële deskundigheid, effecten, verzekeringsproducten, vastgoeddiensten, handelsfinanciering, kasbeheer, factoring en leasing. Daarnaast is BNP Paribas Fortis ook actief op het gebied van fusies en overnames en op de kapitaalmarkt.

In 2022 werd BNP Paribas Fortis voor 100% aandeelhouder van bpost bank na de overname van bposts participatie van 50%. Daarnaast werd een exclusieve commerciële overeenkomst van zeven jaar getekend tussen bpost en BNP Paribas Fortis. In het kader van die overeenkomst biedt bpost in zijn netwerk van postkantoren de diensten en producten van BNP Paribas Fortis aan. Sinds 22 januari 2024 is bpost bank opgenomen in BNP Paribas Fortis en zijn de klanten van bpost bank toegetreden tot BNP Paribas Fortis. Het merk bpost bank verdween uit het straatbeeld en in de postkantoren, en werd vervangen door het merk en logo van BNP Paribas Fortis.
BNP Paribas Fortis is voor 25% aandeelhouder van Batopin (Belgian ATM Optimisation Initiative), een Belgische NV die op 10 maart 2020 gezamenlijk opgericht werd door BNP Paribas Fortis, KBC, Belfius en ING België. De vennootschap baat voor de vier deelnemende banken een park van geldautomaten uit onder de neutrale merknaam Bancontact CASH, los van de aandeelhouders.

## Bestuur
Max Jadot is voorzitter van de raad van bestuur en Michael Anseeuw is CEO van BNP Paribas Fortis.

## Dochterondernemingen
BNP Paribas Fortis is meerderheidsaandeelhouder van BGL BNP Paribas dat actief is op de Luxemburgse markt. Het is de grootste aanbieder van bankdiensten aan kleine en middelgrote ondernemingen in Luxemburg, en de nummer twee inzake diensten aan particulieren. Ze is ook leider op het gebied van bankverzekeringen met een pakket verzekeringsdiensten.
In Turkije is de bank actief via TEB (Türk Ekonomi Bankası), waarin het een aandelenbelang van 48,7% heeft. TEB beschikt over 448 kantoren en heeft 8.700 medewerkers in dienst. Deze bedienen 8,1 miljoen particuliere klanten en ongeveer 500.000 bedrijfsklanten.
BNP Paribas Fortis is 100% aandeelhouder van leasemaatschappij Arval BNP Paribas, een belangrijke speler in de langetermijnverhuur van voertuigen en een specialist in mobiliteitsoplossingen. Arval biedt zijn zakelijke klanten (van grote multinationals tot kleine en middelgrote ondernemingen), zijn partners en hun medewerkers en ook particulieren diensten op maat voor hun verplaatsingen. Eind 2023 had Arval ongeveer 8.400 medewerkers in de 29 landen waar het bedrijf gevestigd is en verhuurde het bijna 1,7 miljoen voertuigen aan zijn 300.000 klanten. Het telde het wereldwijd zowat 20.000 gebruikers van alternatieve mobiliteitsoplossingen voor een eigen wagen, zoals autodelen, mobiliteitskaarten en fietsleasing. Arval is de op een na grootste speler in leasing van voertuigen van verschillende merken in Europa; het is de nummer één in Polen, de nummer twee in Frankrijk, Spanje, Italië en België en de nummer drie in Nederland. 
De kwaliteit van de dienstverlening van BNP Paribas Fortis aan haar klanten werd meermaals bekroond. De bank werd in 2023 verkozen tot ‘Beste bank voor digitale oplossingen in België’ door Euromoney, ‘Bank van het jaar in België’ door The Banker, ‘Beste private bank in België’ door PWM-The Banker en ‘Beste bank in België’ door Global Finance. In juli 2024 riep Euromoney BNP Paribas Fortis uit tot Best Bank, Best Investment Bank en Best Bank for ESG in België op de Awards for Excellence 2024.

## Geschiedenis
BNP Paribas Fortis vindt zijn oorsprong in Belgische banken die in het verleden samengevoegd werden en gefusioneerd zijn binnen de Fortis-groep.
De roots van de bank gaan terug tot 1822, toen Willem I der Nederlanden de Algemeene Nederlandsche Maatschappij ter Begunstiging van de Volksvlijt oprichtte.
De banken die samengevoegd werden en gefusioneerd zijn tot BNP Paribas Fortis vandaag, zijn onder meer: 
- 1822: Koning Willem I der Nederlanden richt in Brussel de Algemeene Nederlandsche Maatschappij ter Begunstiging van de Volksvlijt op, de voorloper van de Generale Maatschappij van België (Société Générale) en van Generale Bank.[10]
- 1865: oprichting van de Algemene Spaar- en Lijfrentekas (ASLK), die in de jaren 1990 zal fusioneren met Generale Bank.
- 1919: oprichting van de Nationale Maatschappij voor Krediet aan de Nijverheid (NMKN), die in 1995 door ASLK wordt overgenomen.[11]
- 1999: oprichting van Fortis Bank; de bank ontstaat uit de fusie van Generale Bank en ASLK in  België, en drie andere banken in Nederland (Generale Bank, VSB Bank, Mees Pierson).[12]

Na de wereldwijde financiële crisis van 2008 worden de bankactiviteiten van Fortis Bank in Nederland verkocht aan de Nederlandse staat. In België wordt de staat voor 99,93% aandeelhouder van Fortis Bank. 
In 2009 verwerft BNP Paribas 75% van Fortis Bank, terwijl de Belgische staat 10,3% van de aandelen van BNP Paribas verwerft.
In 2013 wordt de bedrijfsnaam ‘BNP Paribas Fortis’ de handelsbenaming van de bank. In november van datzelfde jaar neemt BNP Paribas het resterende belang van 25% in BNP Paribas Fortis, dat nog in handen van de Belgische staat is, over voor 3,25 miljard euro.
De Belgische staat behield zijn belang van 7,74% in BNP Paribas tot 2023. Toen verkocht de Belgische staat ongeveer één derde van haar belang (2,7% van het totale aandelenkapitaal van BNP Paribas), en kwam het belang op 5,51%

## Ethisch beleid
Volgens de vooraf bepaalde criteria van zowel de Belgische als de Franse Bankwijzer (eerlijke geldwijzer) scoorde BNP Paribas, de moedermaatschappij van BNP Paribas Fortis, zeer slecht in vergelijking met de onderzochte banken op het vlak van het ethische beleid. UIt een publicatie in 2016 bleek dat BNP Paribas nauwelijk richtlijnen had en naleefde op het vlak van mensenrechten, investeringen in de wapenindustrie, reduceren van broeikasgassen, natuurbehoud en transparantie. Uit Dirty Profits V bleek de bank te investeren in (op een na) alle geselecteerde controversiële bedrijven.
BNP Paribas is een grote investeerder in de wapenindustrie. Uit een onderzoek dat in 2016 gepubliceerd werd bleek de bank aanwezig te zijn in de "Hall of Shame" van het rapport "Do Not Bank on the Bomb." De bank sluit geen bedrijven uit die wapens produceren, ontwerpen of verkopen. Alleen bedrijven die controversiële wapens zoals clustermunitie, chemische en biologische wapens en antipersoonsmijnen produceren, zijn uitgesloten. Producenten van kernwapens kunnen een financiering krijgen als ze gevestigd zijn in landen die kernwapens bezitten.
Uit het document "Fossielvrije banken in de strijd tegen de koolstofzeepbel" (oktober 2016) bleek dat de bank bijna 30 miljard investeert in milieuvervuilende energiebronnen zoals gas, olie en steenkool. Deze energiebronnen zijn verantwoordelijk voor een aanzienlijk deel van CO2-uitstoot en globale klimaatopwarming. Bovendien bleek de bank meer dan €100 miljoen te investeren in milieuvervuilende bedrijven zoals Norilsk Nikkel en Mylan, bedrijven die veel afvalstoffen loosden die schadelijk zijn voor de volksgezondheid).
BNP Paribas was een officiële sponsor van de klimaatconferentie van Parijs in 2015. Externe non-profitorganisaties spraken echter van greenwashing omdat de bank zelf miljarden euro's investeerde in de fossiele-brandstofindustrie. De bank blijft investeren in bedrijven die steenkool, olie en gas ontginnen of produceren en is niet van plan om die investeringen stop te zetten.
In 2016 had BNP Paribas 172 dochterondernemingen in belastingparadijzen.
Verder conformeert BNP Paribas Fortis zich aan de verschillende sectorpolicy’s van de BNP Paribas-groep, die investeringen in palmolie, defensie, kernenergie, papierpulp, steenkoolcentrales, mijnbouw, landbouw, tabak, niet-conventionele olie en niet-conventioneel gas, beperken.